# Asu (Sänger)
Asu (bürgerlicher Name: Alexandru Gabriel Costel, * 1983) ist ein rumänischer Sänger, Songwriter und Musikproduzent, der vor allem in der Manele-Musikszene bekannt ist. 

## Karriere
Costel begann vor seiner musikalischen Karriere eine Ausbildung zum Physiotherapeuten, die er jedoch abbrach. Während seiner Ausbildung begann seine musikalische Karriere ab den frühen 2010er Jahren. Seitdem hat Costel zahlreiche Hits veröffentlicht, die in der Manele-Szene populär wurden. Seine Songs zeichnen sich durch eine Mischung aus traditionellen Manele-Rhythmen und modernen Pop-Elementen aus. Neben seiner Arbeit als Musiker ist Costel auch als Produzent und betreibt sein eigenes Musikstudio, AsuStudio. Er ist verheiratet.

## Diskografie (Auswahl)
- 2011: Casa Blanca – Albumul Nr. 2 (Un Album Asa Cum Vrem Noi) (mit Ticy & Liviu)
- 2011: Roua De Pe Lalea (mit Ticy & Liviu)
- 2014: Ca La Radio
- 2014: La Inaltime